# Лондонска Кула
Лондонска Кула (енгл. Tower of London) или Бела Кула или колоквијално Тауер је средњовековна тврђава која чини једну од средишњих градских тачака и налази се на источном рубу историјског средишта Лондона уз саму северну обалу реке Темзе. Под тим именом се често идентификује средишња четвороугаона грађевина у средишту (Бела Кула), но она представља и комплекс грађевина опасаних одбрамбеним зидом и јарком. Лондонски Тауер се од 1988. налази на списку светске баштине Унеско.
Средишњи дио Лондонског Тауера, Белу Кулу изградио је енглески краљ Виљем Освајач 1078. године, примарно са задатком одбрамбене тврђаве која је требало да штити норманске освајаче Енглеске од спољних освајача али и од становништва Лондона. Изграђена је од камена увезеног из Француске на темељу нацрта и под надзором Француза Гундулфа, бискупа од Рочестера.
У 12. веку енглески краљ Ричард I Лавље Срце наредио је да се тврђава опаше одбрамбеним зидом и јарком, а јарак је потпуно завршио и учинио сврсисходним краљ Хенри III који је уједно тврђаву, изградњом пратећих зграда, учинио тада највећом краљевском палатом и резиденцијом. Градњу целокупног комплекса завршио је енглески краљ Едвард I у 13. веку.
Но, Лондонски Тауер је много познатији по својој функцији затвора, мучилишта и губилишта за високопозициониране краљевске затворенике и противнике од којих су већина биле значајне особе енглеске историје, као на пример: енглески краљ Хенри VI и његова супруга Маргарета Анжујска, брат краља Едварда IV Џорџ, краљ Едвард V и његов брат Ричард, друга супруга краља Хенрија VIII Ана Болен и њена снаха Џејн, пета супруга Хенрија VIII Катарина Хауард, краљица Џејн Греј и многи други.
Лондонски Тауер је до средине 20. века служио у војне сврхе и као затвор за поједине важне затворенике. Занимљивост је да је један од последњих затвореника Лондонског Тауера био и нацистички функционер Рудолф Хес који је у мају 1941. провео четири дана затворен у кули.
Данас се у Лондонском Тауеру чува круна краља Чарлса III и краљевски драгуљи. Лондонски Тауер обезбеђује елитна група чувара (основаних 1485) тзв. Yeomen Warders или Beefeaters (који су свој други и популарнији назив добили по томе што су током прошлости, у доба када је то била реткост, били храњени квалитетним месом). Данас ти чувари, осим послова чувања самог здања обављају и послове туристичких водича.
Још један куриозитет се везује уз Лондонски Тауер, а то су гаврани који су се сместили у тврђави и ту су већ вековима. Тренутно их је осам и сваки од њих има своје име. У самом народу значење реченице „бити послан у Тауер“ значило је бити ухапшен и затворен.